# Völkermarkti járás
A Völkermarkti járás Ausztriában, Karintia tartományban található. Völkermarkti járás Klagenfurtvidéki, Sankt Veit an der Glan-i és Wolfsbergi járásokkal határos. Lakosainak száma 41 878 fő (2019. január 1.).

## A járáshoz tartozó települések
- Bleiburg
- Diex
- Eberndorf
- Eisenkappel-Vellach
- Feistritz ob Bleiburg
- Gallizien
- Globasnitz
- Griffen
- Neuhaus
- Ruden
- Sankt Kanzian am Klopeiner See
- Sittersdorf
- Völkermarkt